# Héctor Olivera
Héctor Emilio Olivera (Olivos, provincia de Buenos Aires; 5 de abril de 1931) es un productor, guionista y director de cine argentino. Es uno de los cineastas más reconocidos de su generación en particular y del cine de su país en general.

## Biografía
Estudió primero en el Liceo militar, hasta que a los catorce años fue llevado por su madre a Estudios Baires. A los dieciséis años comenzó su carrera como segundo ayudante de dirección en La gran tentación, película en la que trabajaban Carlos Cores y Elisa Christian Galvé, entre otros.
En 1950 empezó a trabajar con Eduardo Bedoya en Artistas Argentinos Asociados en la parte de producción. Junto a directores como Mario Soffici, Tulio Demicheli, Carlos Rinaldi y Luis César Amadori fue aprendiendo sobre cine, lo que posibilitó su ascenso a productor ejecutivo independiente. Con Fernando Ayala crea la productora Aries Cinematográfica Argentina. Olivera se ocupó de la producción y Ayala de la dirección. Comienzan a trabajar en 1958 con la filmación de El Jefe, siendo Olivera coproductor.
Tras varias películas en las que ocupaba cargos de producción y que fueron dirigidas por Ayala, entre ellas la célebre Paula cautiva, se inicia en la dirección con un filme menor, Psexoanálisis. Tras varios largometrajes, comienzan sus obras cumbres con La Patagonia rebelde (basada en un libro de Osvaldo Bayer sobre los sucesos de la Patagonia trágica de 1921) y El muerto. También comienza a acentuarse la censura, sobre todo durante la época en que Miguel Paulino Tato fue censor del gobierno peronista de María Estela Martínez.
Luego llegarían La Noche de los Lápices, otra obra de calidad; El caso María Soledad, sobre el asesinato de María Soledad Morales, y Una sombra ya pronto serás ganadora de 5 premios Cóndor de Plata y basada en la novela homónima de Osvaldo Soriano. A Antigua vida mía, basada en la novela de Marcela Serrano, le sigue Ay, Juancito (2004), centrada en la figura de Juan Duarte, el hermano de Evita, esposa de Juan Domingo Perón. Esta película obtuvo dos premios Cóndor de Plata al Mejor Actor Revelación (Adrián Navarro) y Mejor Vestuario (Horace Lannes) y fue premiada en el Festival Internacional de Cine de El Cairo.
En televisión dirigió la serie basada en el cuento de Jorge Luis Borges, El evangelio según Marcos en coproducción con Televisión Española. Luego realizó Nueve lunas (director y productor), De poeta y de loco, Archivo Negro, Laura y Zoe y La defensora.
En 1996 recibió el premio Cóndor de Plata a la trayectoria que entrega la Asociación de Cronistas Cinematográficos de la Argentina. En 2001 recibió el Premio Konex - Diploma al Mérito por su trayectoria como Productor en la última década.
En el año 2013 fue declarado personalidad destacada de la Cultura de la Ciudad de Buenos Aires.

## Vida personal
En los años '50 Olivera tuvo un breve romance con la actriz Gilda Lousek, según reveló en su autobiografía. En 1966 se casó con Beba Etchebehere, hija del director de fotografía Alberto Etchebehere, con quien tuvo tres hijos: el también realizador Javier, Marcos y Andrés. En 1984 nació Clara, su cuarta hija, producto de una relación extramatrimonial con su secretaria. En 1985 comenzó a salir con Dolores Bengolea, sobrina nieta de  Victoria Ocampo con quien se casó en 1993 y tuvo a su quinta hija, Serena, nacida ese mismo año.
En su autobiografía Fabricantes de sueños  (2021), Olivera cuenta que durante algunos años fue amante de Fernando Ayala, su productor, amigo y compañero a quien conoció en la película Allá en el setenta y tantos (1945) y con quien fundó la legendaria productora Aries.

## Filmografía

### Cine
Director
- Psexoanálisis  (1968)
- Los neuróticos (1971)
- Argentinísima (1972)
- Argentinísima II (1973)
- Las venganzas de Beto Sánchez (1973)
- La Patagonia rebelde (1974)
- El muerto (1975)
- El canto cuenta su historia (1976)
- La nona (1979)
- Los viernes de la eternidad (1981)
- Buenos Aires Rock (1983)
- No habrá más penas ni olvido (1983)
- Reina salvaje (1984)
- Los hechiceros del reino perdido (1985)
- La muerte blanca (1985)
- La noche de los lápices (1986)
- Matar es morir un poco (1989)
- Negra medianoche (1990)
- El caso María Soledad (1993)
- Una sombra ya pronto serás (1994)
- Antigua vida mía (2001)
- Ay, Juancito (2004)
- El mural (2010)

Asistente de director
- Ellos nos hicieron así (1953)
- Del otro lado del puente (1953)
- Esperanza (1949)

Productor
- Huis Clos (A puerta cerrada) (1962)
- Las locas del conventillo (María y la otra) (1966)
- Primero yo (1969)
- La fiaca (1969)
- La gran ruta (1971)
- Los éxitos del amor (1979)
- La playa del amor (1980)
- La discoteca del amor (1980)
- Días de ilusión (1980)
- Amazonas (1986)
- El ojo de la tormenta (1987)

Argumento
- Primero yo (1969)
- Psexoanálisis  (1968)

### Televisión
| Año       | Título                    | Canal                        |
| --------- | ------------------------- | ---------------------------- |
| 1993      | El evangelio según marcos | Televisión Española          |
| 1994-1995 | Nueve lunas               | Canal 13                     |
| 1996      | De poeta y de loco        | Canal 13                     |
| 1997      | Archivo Negro             | Canal 13                     |
| 1998      | Laura y Zoe               | Canal 13                     |
| 2012      | La defensora              | Televisión Pública Argentina |

## Premios y distinciones
Festival Internacional de Cine de Berlín
| Año  | Categoría                             | Película                     | Resultado |
| ---- | ------------------------------------- | ---------------------------- | --------- |
| 1974 | Oso de Plata                          | La Patagonia rebelde         | Ganador   |
| 1984 | Oso del Plata, Gran Premio del Jurado | No habrá más penas ni olvido | Ganador   |
| 1984 | Premio FIPRESCI                       | No habrá más penas ni olvido | Ganador   |

#### Otrosː
- Premio Konex 2001ː Producciónː Diploma al mérito, Fundación Konex (2001)[9]
- Doctor Honoris Causa, Universidad de Buenos Aires (2024)[10][11]

## Publicaciones
- "Fabricante de sueños". Editorial Sudamericana. Penguin Random House ISBN: 9789500764247